# 寶雲匯

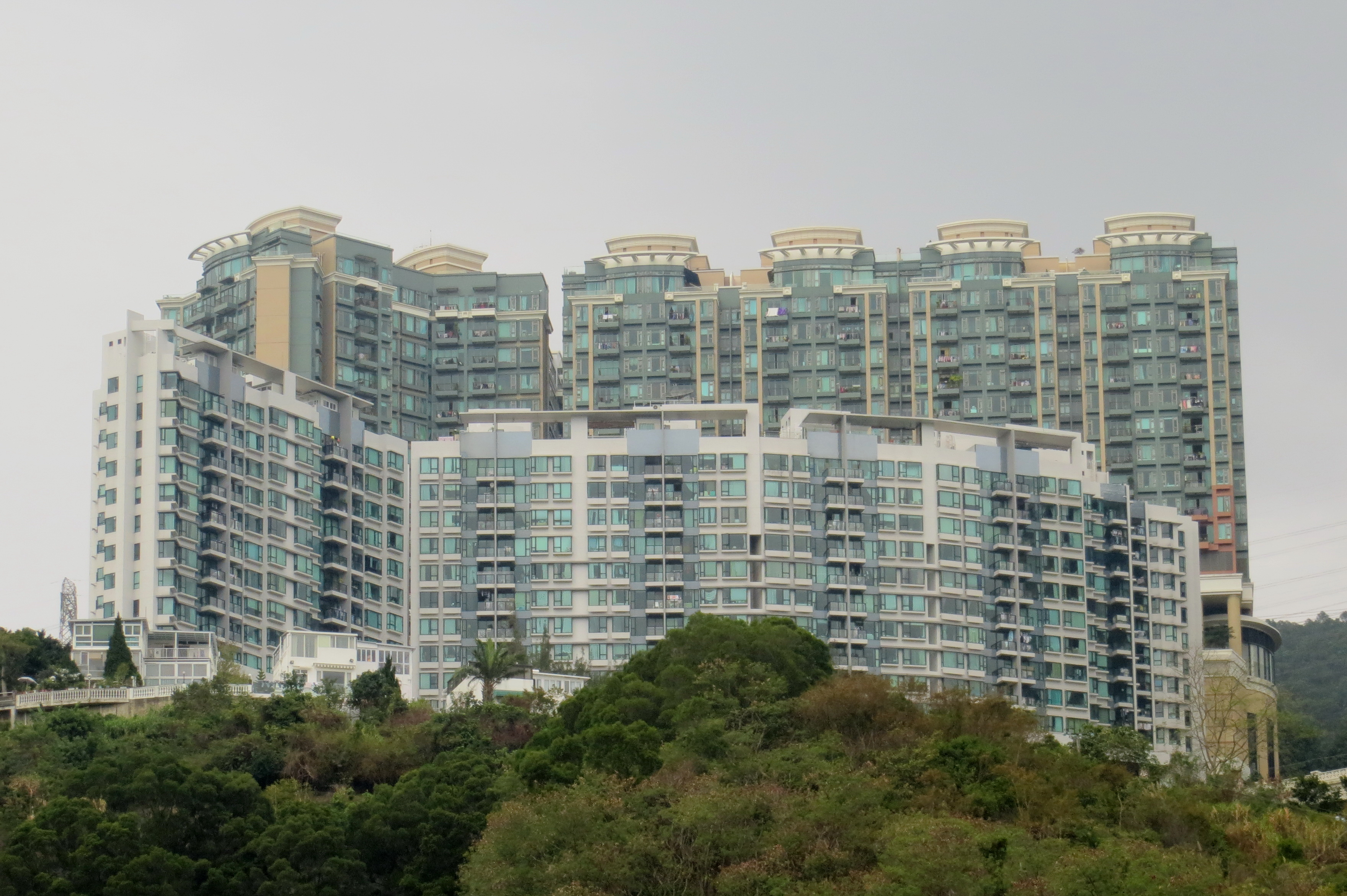
寶雲匯的南面外貌（前方），後方為朗逸峯5至10座。

寶雲匯（英語：The Cliveden）在香港新界荃灣北部的荃錦公路山上，是荃灣區中一個大型私人住宅項目，由嘉里建設及信和置業合作發展，在2003年落成入伙，鄰近朗逸峯，是荃灣區內半山低密度歐式豪宅發展項目，共設9座住宅大廈(不設第4座)。

## 屋苑資料
單位建築面積由973呎至1,488呎不等，全部3房連主人套房設計（另有工人房及環保露台）。還可自設達2,490呎或2,970呎相連單位，及頂層連天台複式單位。所有單位樓高達10呎6吋（包括石屎地台）。大部份單位可見大帽山景及維多利亞港景色。每座一梯二或三伙及雙升降機設計，私隱度極高，盡顯豪宅氣派。總數210個住宅單位。屋苑有室內停車場，車位總數達360個（包括45個訪客車位）。5萬呎平台花園、住客會所、峇里特色園林、30米長游泳池、室外按摩池、桑拿浴室、健身室、乒.乓球室、桌球室、戶外及室內兒童遊樂場、電腦/閱讀室、藝術走廊、多用途宴會廳、燒烤場、小型籃球場、小型高爾夫球練習場。

## 屋苑狀況
屋苑內設有定期活動（例如：興趣班）供住客參加。